# Königstein (Namibie)
Königstein (2573 m n. m.) je hora ve vulkanickém pohoří Brandberg v jižní Africe. Leží na území Namibie v regionu Erongo. Jedná se o nejvyšší horu pohoří i celého státu.
Na vrchol vystoupil jako první 2. ledna 1918 Reinhard Maack.